# ام‌اس‌سی آدامز
ام‌اس‌سی آدامز (به انگلیسی: MSC ADAMS، Automated Dynamic Analysis of Mechanical Systems) یک سیستم نرم‌افزاری شبیه‌سازی دینامیک چند بدنه است. در حال حاضر متعلق به شرکت نرم‌افزار MSC است. حل‌کننده نرم‌افزار شبیه‌سازی عمدتاً بر روی فرترن و اخیراً C++ نیز اجرا می‌شود. به گفته ناشر، آدامز پرکاربردترین نرم‌افزار شبیه‌سازی دینامیک چند بدنه است. بسته نرم‌افزاری هر دو روی ویندوز و لینوکس اجرا می‌شود.

## توانایی‌ها
آدامز دارای یک رابط کاربری گرافیکی کامل برای مدل‌سازی کل مجموعه مکانیکی در یک پنجره است. ابزارهای طراحی گرافیکی به کمک کامپیوتر برای درج مدلی از یک سیستم مکانیکی در فضای سه بعدی یا وارد کردن فایل‌های هندسی مانند STEP یا IGS استفاده می‌شود. مفاصل را می‌توان بین هر دو جسم اضافه کرد تا حرکت آنها را محدود کند. انواع ورودی‌ها مانند سرعت‌ها، نیروها و شرایط اولیه را می‌توان به سیستم اضافه کرد.
آدامز رفتار سیستم را در طول زمان شبیه‌سازی می‌کند و می‌تواند حرکت آن را متحرک کند و خواصی مانند شتاب‌ها، نیروها و غیره را محاسبه کند. این سیستم می‌تواند شامل عناصر دینامیکی پیچیده دیگری مانند فنرها، اصطکاک، بدنه‌های انعطاف‌پذیر، تماس بین بدنه‌ها باشد. این نرم‌افزار همچنین ابزارهای اضافی CAE مانند کاوش طراحی و بهینه‌سازی بر اساس پارامترهای انتخاب شده را ارائه می‌دهد. ورودی‌ها و خروجی‌های شبیه‌سازی را می‌توان با Simulink برای برنامه‌هایی مانند کنترل وصل کرد.

## برنامه‌های کاربردی
بسته نرم‌افزاری آدامز هم در تحقیقات دانشگاهی و هم در مهندسی استفاده می‌شود. رایج‌ترین استفاده از نرم‌افزار تجزیه و تحلیل ساختار خودرو و سیستم تعلیق از طریق ماژول‌های Adams/Car و Adams/Tire است. انواع مختلف سیستم‌های مکانیکی مانند توربین‌های بادی، نیرومحرکه‌ها، و سیستم‌های رباتیک.